# Сьвйонтники (Влоцлавський повіт)
Сьвйонтники (пол. Świątniki, нім. Schwarzenheim) — село в Польщі, у гміні Любранець Влоцлавського повіту Куявсько-Поморського воєводства.
Населення — 185 осіб (2011).
У 1975-1998 роках село належало до Влоцлавського воєводства.

## Демографія
Демографічна структура станом на 31 березня 2011 року:
|          | Загалом | Допрацездатний вік | Працездатний вік | Постпрацездатний вік |
| -------- | ------- | ------------------ | ---------------- | -------------------- |
| Чоловіки | 86      | 17                 | 55               | 14                   |
| Жінки    | 99      | 23                 | 51               | 25                   |
| Разом    | 185     | 40                 | 106              | 39                   |